# Tinea perisepta
Tinea perisepta is een vlinder uit de familie van de echte motten (Tineidae). De wetenschappelijke naam van de soort werd in 1922 gepubliceerd door Edward Meyrick. De soort komt voor in Ecuador.